# Just One Love (álbum)
Just One Love es el cuadragesimosexto álbum de estudio del músico estadounidense Willie Nelson publicado por la compañía discográfica Transatlantic Records el 8 de enero de 1995. El álbum recoge versiones de otros artistas como Hank Williams, Kimmie Rhodes y Merle Travis. 

## Lista de canciones
1. "Just One Love" (Kimmie Rhodes) - 4:03
2. "Each Night at Nine" (Floyd Tillman)- 2:21
3. "This Cold War with You" (Floyd Tillman)- 2:52
4. "Better Left Forgotten" (Chip Young)- 3:05
5. "It's a Sin" (Rose, Turner) - 2:02
6. "Four Walls" (Moore, Campbell) - 4:12
7. "Smoke! Smoke! Smoke! (That Cigarette)" (Travis, Tex Williams) - 2:54
8. "I Just Drove By" (Kimmie Rhodes) - 4:12
9. "Cold, Cold Heart" (Hank Williams) - 3:10
10. "Bonaparte's Retreat" (King, Stewart)- 2:07
11. "Alabam" (Lloyd Copas) - 2:38
12. "Eight More Miles to Louisville" (Louis "Grandpa" Jones)- 2:16

## Personal
- Willie Nelson - voz y guitarra acústica
- Ray Edenton - guitarra
- Buddy Emmons - bajo y pedal steel guitar
- Freddy Joe Fletcher - batería
- Buddy Harman - batería
- Grandpa Jones - banjo y coros
- Lisa Jones - dulcimer
- Mike Leech - bajo
- Grady Martin - guitarra y teclados
- Bobbie Nelson - teclados
- Jody Payne - guitarra
- Kimmie Rhodes - coros
- Pete Wade - guitarra
- Chip Young - guitarra